# Everywhere We Go
Everywhere We Go è il quinto album in studio del cantante country statunitense Kenny Chesney, pubblicato il 2 marzo 1999.

## Tracce
1. What I Need to Do – 4:05
2. How Forever Feels – 3:08
3. You Had Me from Hello – 3:51
4. Kiss Me, Kiss Me, Kiss Me – 4:02
5. Life Is Good – 3:25
6. Everywhere We Go – 3:06
7. She Thinks My Tractor's Sexy – 4:08
8. California – 3:53
9. Baptism (feat. Randy Travis) – 4:15
10. A Woman Knows – 3:41
11. I Might Get Over You – 3:25

## Classifiche

### Classifiche settimanali
| Classifica (1999) | Posizione massima |
| ----------------- | ----------------- |
| Stati Uniti       | 51                |

### Classifiche di fine anno
| Classifica (1999) | Posizione |
| ----------------- | --------- |
| Stati Uniti       | 150       |